# Johanna Racer
Johanna Racer (Delden, 6 juni 1734 - Amsterdam, 18 januari 1822) was een Nederlandse textielhandelaarster. Zij was de dochter van predikant Georg Friedrich Racer en Aleida van den Berg en zuster van de Twentse patriot en rechtsgeleerde Jan Willem Racer. Aleida overleed al vóór 1742 en Georg Friedrich vertrok in 1744 naar Saint Croix, waarna Johanna werd ondergebracht bij familieleden. In 1754 trok ze in bij haar zus Arnolda in Amsterdam.
In 1755 namen Johanna en Arnolda een stoffenwinkel en groothandel over, waarschijnlijk met geld afkomstig uit de familie. Arnolda trok zich na enkele jaren terug uit de zaak en daarmee kwam de leiding geheel bij Johanna te liggen.
Ze trouwde in 1759 met Leonard Tak, een metselaar en/of makelaar. Hij overleed echter al in 1764. Hun enige kind - Cornelis Jan - overleed in 1765 op vijfjarige leeftijd.
Het bedrijf 'Johanna Racer, wed. Tak' zat op de Nieuwendijk in Amsterdam. Deze straat was in die tijd het centrum van de manufacturenhandel in Amsterdam. De firma draaide vooral op de verkoop van weefsels uit India die ze betrok van de VOC. Daarnaast handelde ze in stoffen uit de Republiek zelf, maar bijvoorbeeld ook in kant uit Brussel en textiel uit Duitsland. In 1787 kocht ze een tweede pand aan op de Nieuwendijk.
Het succes van de firma nam af toen het na 1795 steeds moeilijker werd om aan stoffen uit India te komen. Ook zorgde de opkomende katoenindustrie voor veel concurrentie. In 1807 deed zij het bedrijf over aan haar nichtje, maar ze bleef op de achtergrond nog wel betrokken bij het bedrijf. Bij haar overlijden in 1822 stelde de firma 'Johanna Racer, wed. Tak' echter nauwelijks meer iets voor.
Racer overleed op 18 januari 1822 en liet een vermogen van 330.000 gulden na. Dit vermogen bestond onder meer uit acht woningen in en rond Amsterdam. Ze had al bij leven een studiefonds opgericht voor theologiestudenten, aanvankelijk alleen voor familieleden maar later ook voor derden.
Johanna Racer werd omschreven als een vrome vrouw met een onbuigzaam en zeer zuinig karakter.